# Rolex Shanghai Masters 2023
Rolex Shanghai Masters 2023 — тенісний турнір, що проходив на кортах з твердим покриттям у місті Шанхай, КНР з 2 жовтня 
 9 жовтня. Належав до категорії ATP Masters 1000.

## Фінальна частина

### Одиночний розряд
Губерт Гуркач —   Андрій Рубльов 6–3, 3–6, 7–6(10–8)

### Парний розряд
Марсель Гранольєрс /  Орасіо Себальйос —  Роган Бопанна /  Меттью Ебден 5–7, 6–2, [10–7]